# Nguyễn Văn Cường (thẩm phán)
Nguyễn Văn Cường (sinh ngày 25 tháng 7 năm 1968) là thẩm phán cao cấp người Việt Nam. Ông hiện là Chánh tòa Tòa hành chính Tòa án nhân dân cấp cao tại Hà Nội, Thành viên Hội đồng Thẩm phán Tòa án nhân dân cấp cao tại Hà Nội. Ông từng là Phó Chánh Tòa hành chính Tòa án nhân dân tối cao Việt Nam.

## Tiểu sử
Nguyễn Văn Cường có bằng tiến sĩ.
Năm 2010, 2011, ông là Phó Viện trưởng Viện Khoa học xét xử, Tòa án nhân dân tối cao Việt Nam.
Ông từng là Phó Chánh Tòa hành chính Tòa án nhân dân tối cao Việt Nam.
Ngày 3 tháng 7 năm 2015, ông được bổ nhiệm Thẩm phán cao cấp.
Tháng 1 năm 2018, Nguyễn Văn Cường là Chánh tòa Tòa hành chính Tòa án nhân dân cấp cao tại Hà Nội.

## Tác phẩm
- Sách "Giao dịch về quyền sử dụng đất vô hiệu Pháp luật và thực tiễn xét xử", Nhà xuất bản Thông tin và Truyền thông, Năm xuất bản: 2011, Khổ sách: 16x24cm. Số trang: 370 (đồng tác giả: Tiến sĩ Nguyễn Minh Hằng)